# リヴァリー (オハイオ州)
リヴァリー（Riverlea）はアメリカ合衆国オハイオ州フランクリン郡にある村。緑の多い静かな住宅地である
。

## 概要
北、東、南側はワージントン、西側はオレンテンジー川を隔ててコロンバスと境を接する。1939年、もともと農用地であったところに小さなコミュニティが作られた。人口はおよそ600人。ワージントンの町までは歩いてすぐ、車を使えばオハイオ州立大学まで15分、コロンバスのダウンタウンまで20分である。
リヴァリーとワージントンはコロンバスの中の飛び地である。2011年、リヴァリーとワージントンとの合併が提案されたが、投票の結果実現しなかった。
村の東側の境界線であるハイ・ストリートにあるマーク・ラッセル・ハウスはアメリカ合衆国国家歴史登録財である。

## 教育
ワージントン校区に、イブニング・ストリート・エレメンタリー・スクール（小学校）、キルボーン・ミドル・スクール（中学校）、トーマス・ワージントン・ハイスクール（高校）がある。